# Максимов, Леонид Иванович (министр)
Леонид Иванович Максимов (? — ?) — советский партийный государственный деятель, первый заместитель председателя Совмина РСФСР — министр производства и заготовок сельскохозяйственных продуктов РСФСР (1964).

## Биография
- 1956—1963 гг. — директор ордена Ленина совхоза «Кубань» Гулькевичского района Краснодарского края[1][2],
- 1963—1964 гг. — заведующий отделом лёгкой, пищевой промышленности и торговли ЦК КПСС,
- январь-декабрь 1964 г. — первый заместитель председателя Совета Министров РСФСР, министр производства и заготовок сельскохозяйственных продуктов РСФСР.